# 児童館

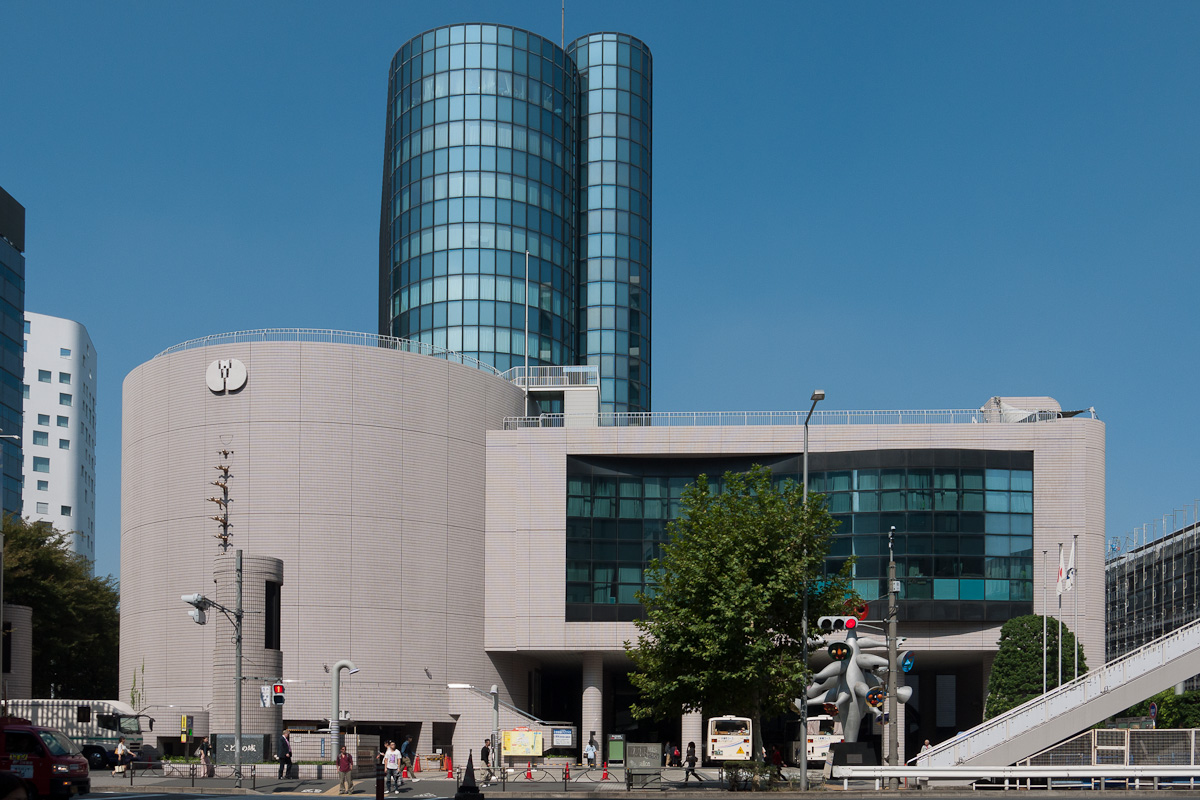
こどもの城（東京都渋谷区）。大型児童館のうち、C型児童館の例（2015年閉館）

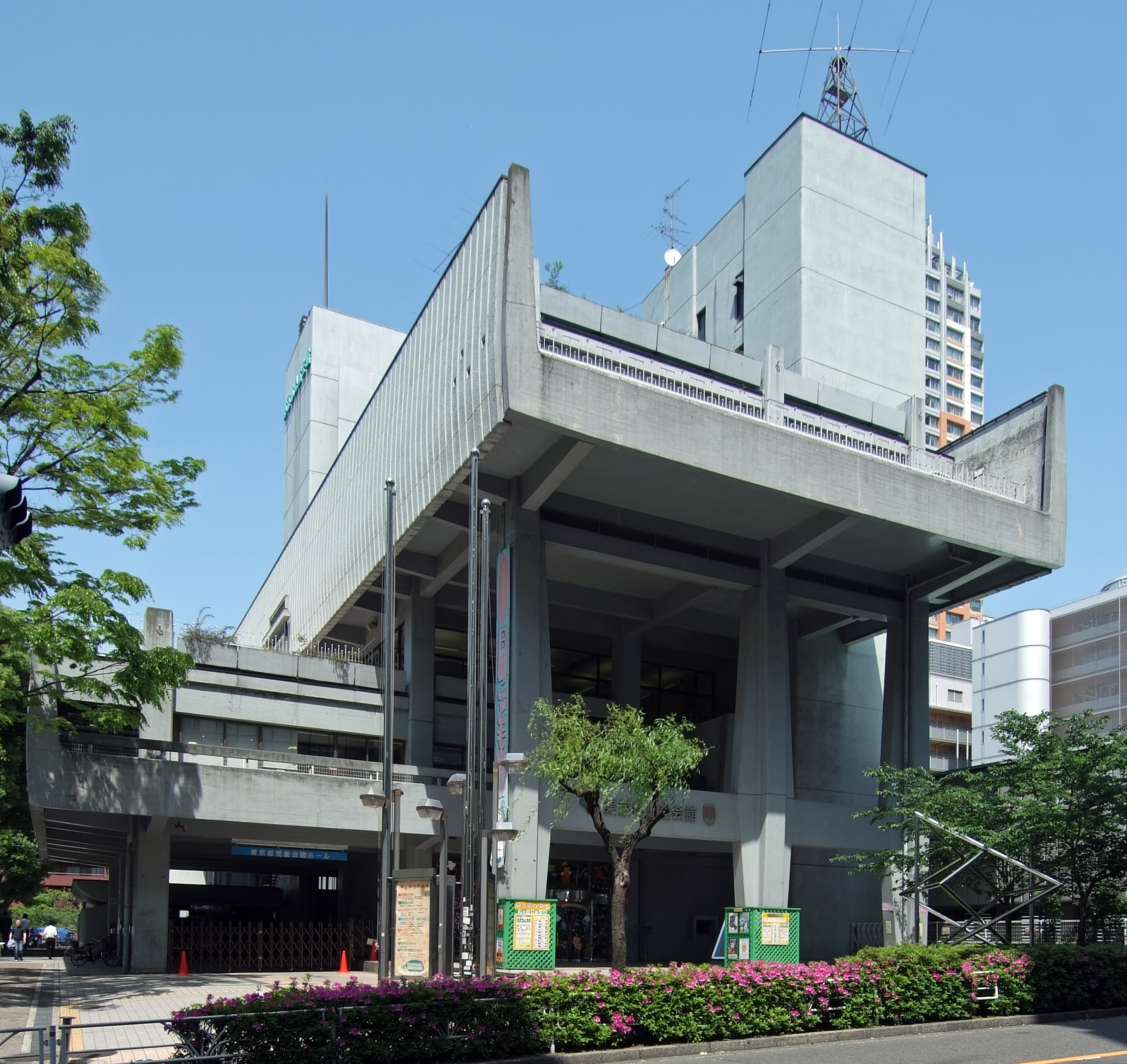
東京都児童会館（東京都渋谷区）。大型児童館のうち、A型児童館の例（2012年閉館）

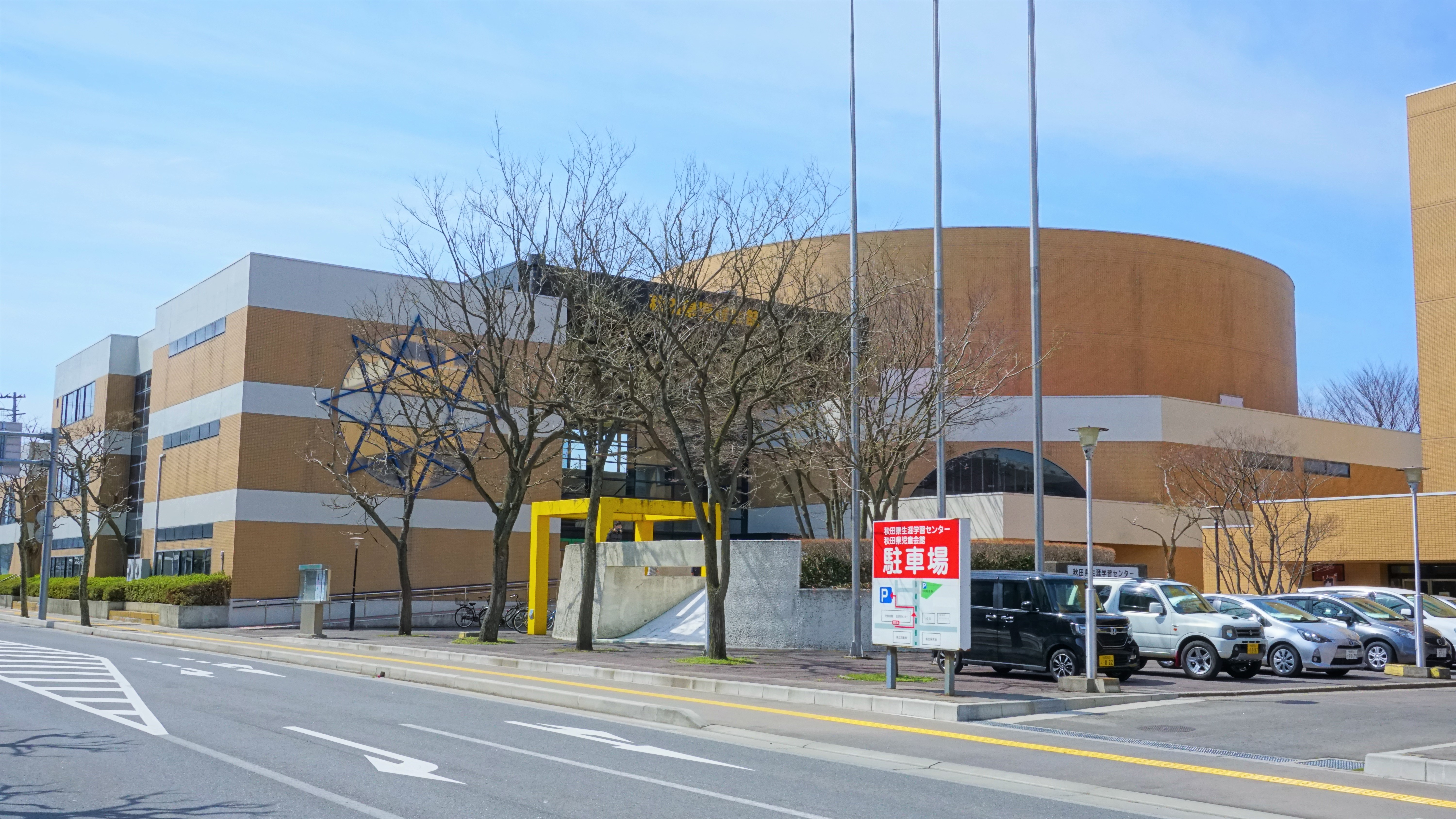
秋田県児童会館（秋田県秋田市）大型児童館のうち、A型児童館の例（写真は、2019年のリニューアル前のもの）

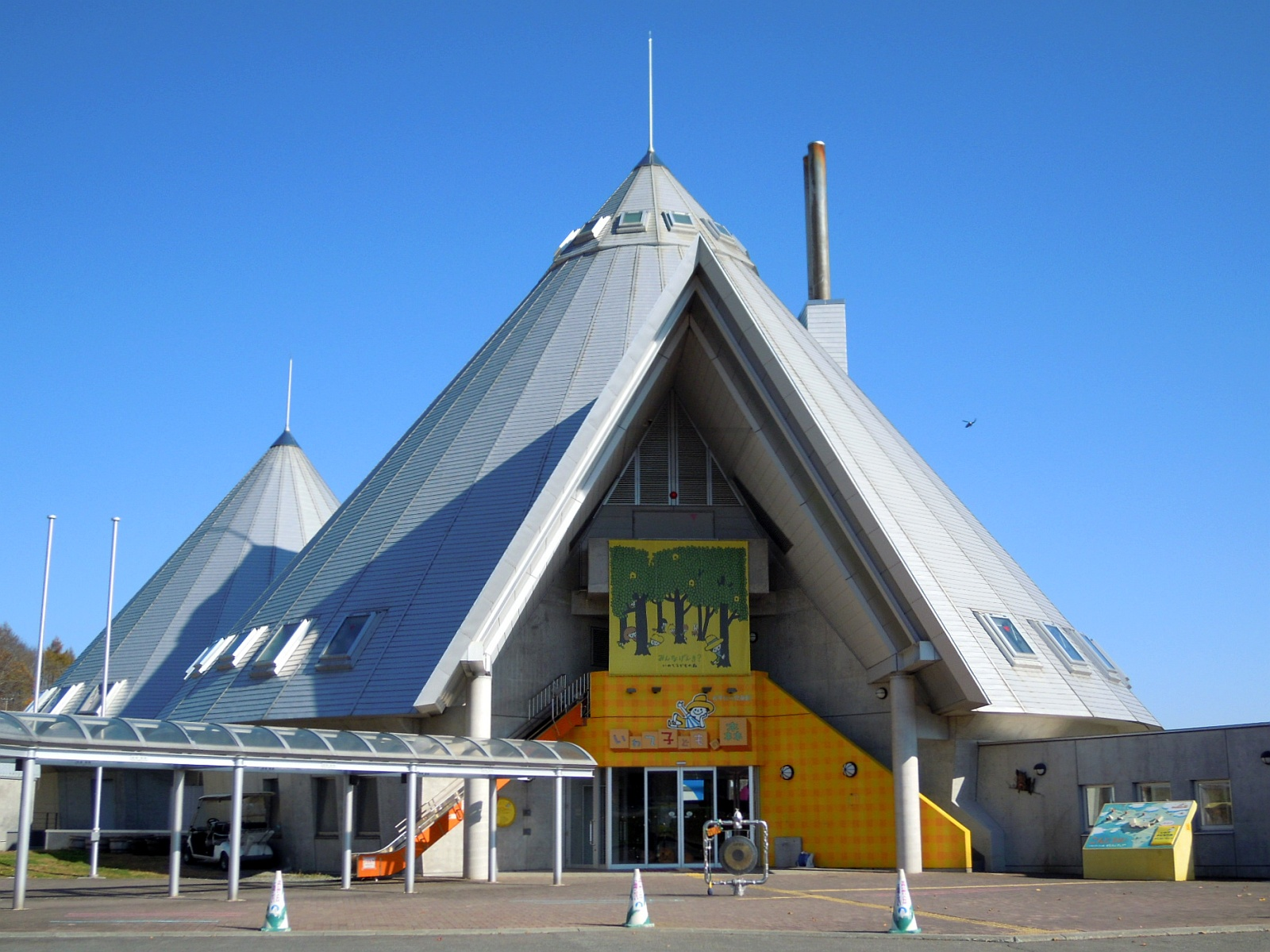
岩手県立児童館 いわて子どもの森（岩手県二戸郡一戸町）。大型児童館のうち、B型児童館の例

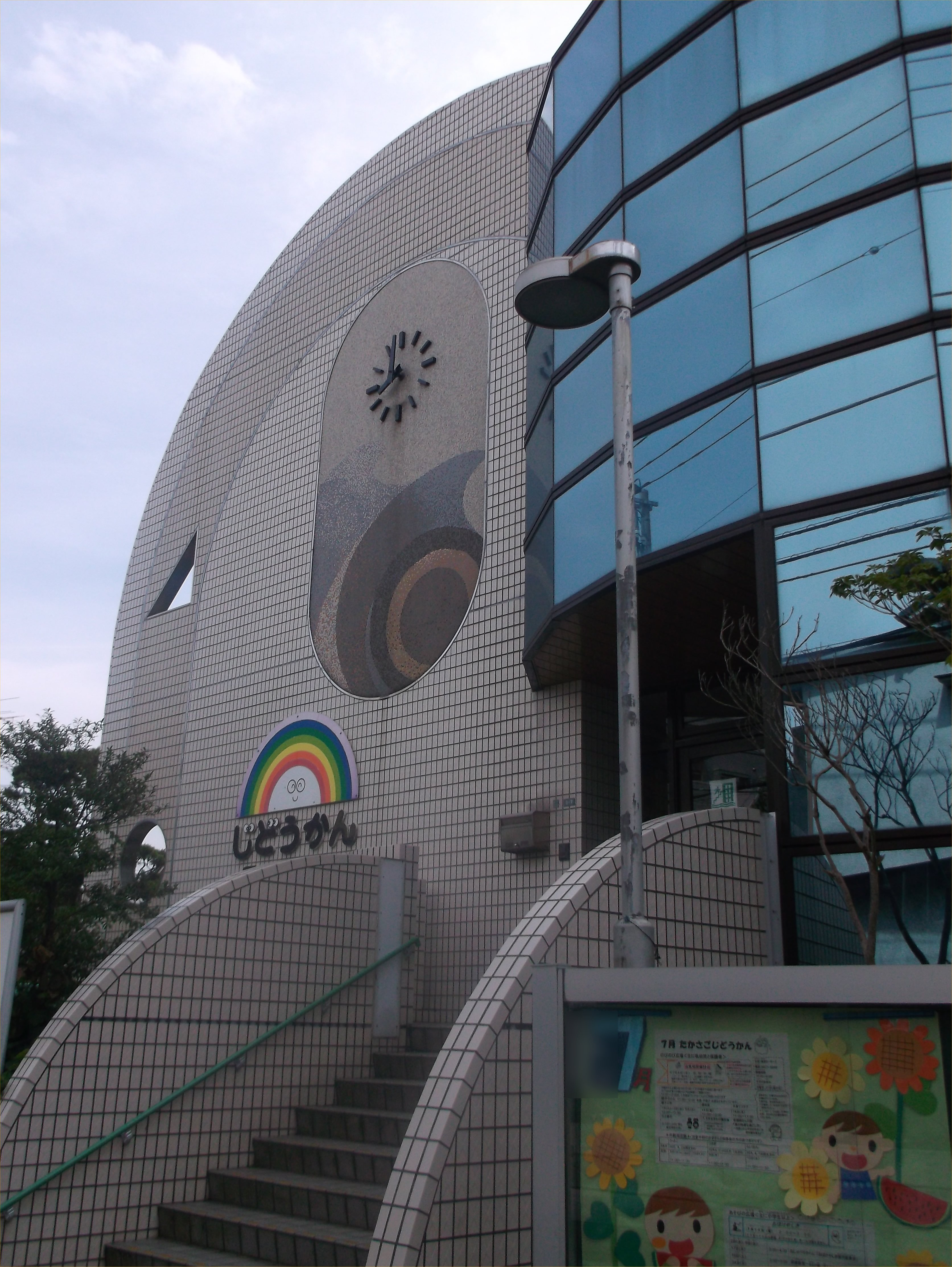
高砂児童館（東京都葛飾区）。地域密着型の小型児童館の例

児童館（じどうかん、英:Children's HallもしくはChildren's Center）とは、児童福祉法第40条に規程されている児童厚生施設の一つ。

## 概要
児童館は児童（児童福祉法上0歳〜17歳の子ども）に健全な遊びを与え、その健康を増進し、または情操を豊かにすることを目的として設置される屋内型児童厚生施設。屋外型児童厚生施設は「児童遊園」という。
児童館にはその種類によって、集会室、遊戯室、図書室、静養室のほか、育成室、相談室、創作活動室、パソコン室などが設けられており、専門の指導員（児童の遊びを指導する者、かつての｢児童厚生員｣に相当）によって季節や地域の実情などに合わせた健全な遊びの指導が行われている。
地域の実情に応じて、子ども会や母親クラブなどの地域組織活動の基地としてその育成指導を行うとともに、放課後児童クラブ（放課後児童健全育成事業、いわゆる学童保育）を併設することもあり、地域の子育て環境づくりや放課後児童の居場所づくりを担っている。
自治体によっては、国が設定する「放課後子ども総合プラン」に則り、「体験の場」、「交流の場」、「遊びの場」の3つの児童館等の機能に加えて、「学びの場」の機能を併せて、「放課後子ども教室」（文部科学省所管）として児童館等を位置付けているケースもある（同プランにおいて、「放課後児童健全育成事業」（厚生労働省所管）については、「遊びの場」と「生活の場」の二つに位置付けられている）。

## 児童館の歴史
日本における児童館的な活動は、古くはセツルメントの児童クラブにその原型をみることができる。セツルメントは明治末期に始まり、大正、昭和にかけて主として大都市に発達したが、その中でさまざまな状況にある子どもたちに遊びをとおして集団的、個別的に指導を行っていた。
1948年（昭和23年）に児童福祉法が施行され、児童館は法律に位置づけられるに伴って、地域における子どもの余暇活動の拠点として、不特定多数の地域の子どもたちに対して、健全な遊びを提供し、健全育成活動を行う場として社会的に認知されるようになっていった。1951年（昭和26年）には「児童厚生施設運営要領」が厚生省（現：厚生労働省）児童局によって編纂されて、児童館運営についての基本方針が提案された。
児童館の発展において画期的な要因となったのは、1963年度（昭和38年度）において市町村立の児童館について、その設備及び運営費に対し省令的な見地から国庫補助制度が創設されたことにある。国庫補助対象については、設置及び経営主体、機能、設備、職員配置などについて基準が示され、以後に設置される児童館の水準に影響をあたえた。
現在では、全国に約4,453（2019年（令和元年）現在）を数える施設数となり、内訳は、公営が2,553ヵ所、民営が1,900ヵ所で、児童福祉施設としては保育所に次いで多い施設となっているが、2000年代以降、都道府県における大型児童館への見直しの動きや、地域の小学校の統合の影響や他施設への転換などにより、全国的に減少の傾向がみられる。

### 年表
- 1947年（昭和22年） - 児童福祉法の公布により、児童館が法的に位置づけられる。
- 1948年（昭和23年） - 厚生省令「児童福祉施設の設備及び運営に関する基準」が発せられる。
- 1951年（昭和26年） - 「児童厚生施設運営要領」が、厚生省児童局より発せられる。
- 1990年（平成2年） - 「児童福祉施設最低基準」が厚生事務次官通知として発せられる。
- 1992年（平成4年） - 社団法人全国児童館連合会（2000年に財団法人児童健全育成推進財団、2014年に一般財団法人児童健全育成推進財団にそれぞれ改組）により、「認定児童厚生員資格制度」が開始。
- 1998年（平成10年） - 児童厚生員を児童の遊びを指導する者に変更。
- 2011年（平成23年） - 厚生労働省雇用均等・児童家庭局長通知「児童館ガイドラインについて」が発せられ、児童館ガイドラインが設定される。
- 2012年（平成24年） - 「児童福祉施設最低基準」が、厚生労働省雇用均等・児童家庭局長通知として第9次改正が発せられ、「児童館の設置運営について」と改題される。
- 2018年（平成30年）10月1日 - 厚生労働省子ども家庭局長通知「児童館ガイドラインの改正について」が発せられ、従来の児童館ガイドラインが廃止され、全面改定。
- 2025年（令和7年）4月1日 - 「児童館ガイドラインの改正について」（令和6年12月3日こ成環第300号こども家庭庁成育局長通知）及び「児童館ガイドラインについて」（令和6年12月3日こ成環第301号こども家庭庁成育局成育環境課長通知）の施行により、従来の児童館ガイドラインが廃止され、全面改定。

## 役割
児童館は屋内型の福祉施設であるが、その活動は建物内にとどまらない。地域児童の健全な発達を支援するための屋内外の地域活動をはじめ遠隔地でのキャンプなど、必要な活動の一切を含んでいる。
児童館は、子どもたちに遊びを保障する活動を行っている。遊びは、子どもの人格の発達を促す上で欠かすことのできない要素であり、遊びのもつ教育効果は他で補うことができない。子どもたちは遊びを通して考え、決断し、行動し、責任をもつという自主性・社会性・創造性を身につける。
また、子どもの生活が安定する環境が整備されるためには大人の理解と協力が不可欠であり、親のグループやジュニアボランティアを育成するとともに、諸機関や団体との連携を図る中で、子どもにやさしい総合的な福祉の町づくりを目指している。
子育て家庭の子どもたちが安定した放課後を過ごせるように、登録制で毎日学校から直接来館する放課後児童クラブ事業や、育児不安に陥りがちな子育て中の母親を支援する午前中の幼児クラブ活動などは、まさに児童のデイサービス事業と言える。また、不登校やいじめへの対応、虐待など深刻な児童問題の早期発見の場としても期待されるほか、家庭や学校、児童相談所と連携しつつ、子どもが自立できるよう支援する活動も増加している。
制度上は18歳未満の全ての子どもが利用できるが、実際には小学生を対象としているケースが多く、中高生の放課後の居場所づくりが課題となっている。厚生労働省の作業部会は2022年12月に出した提言で、職員が思春期特有の悩みやヤングケアラーが抱える問題等幅広い相談に乗ることや、SNSを通した相談支援、夜間の開館等、中高生が利用しやすい人員体制を整備するよう求めている。

## 職員
これら機能を発揮するために、児童館には、専門職員（児童の遊びを指導する者、かつての｢児童厚生員｣に相当）が2名以上配置されている。
ただし、児童の遊びを指導する者任用資格を有しているだけでは児童館の専門性が担保できないとも言われており、一般財団法人児童健全育成推進財団（通称・育成財団）では、認定児童厚生員資格制度を設けており、より専門性を身に付けるよう、現職の児童館職員に対して、児童厚生二級指導員以上の資格取得を推奨（二級指導員については、概ね採用から3年以内を目安としている）している。

### 児童館職員の処遇
公立の児童館の場合、令和2年度以降、会計年度任用職員として雇用し、自治体の正規職員を充当することは少ない。ただし、指定管理制度を行っている児童館については、公立であっても、指定管理者となっている法人や企業の正規職員・正規社員として雇用される場合もある。

### 認定児童厚生員資格制度
放課後児童クラブ職員における「放課後児童支援員認定資格研修」とは異なり、児童館職員は、児童の遊びを指導する者任用資格以外の公的資格は存在しない。

#### 児童厚生二級指導員
児童館職員もしくは放課後児童支援員の現任者（週12時間以上の勤務が必要、臨時差配ではないなどの条件が付される。以下、現任者とする）を資格申請の対象とし、以下の科目を育成財団が行う児童厚生員等研修会ないしは各都道府県の児童館等連絡協議会（県児連）が行う基礎研修会を受講し、資格申請を育成財団ないしは資格申請可能な各県児連のいずれかにすることで得られる。なお、各科目受講日から10年以内に資格申請を行わなかった場合は、当該科目は無効となる。
理論科目
- 健全育成論
- 児童館論Ⅰ
- 児童館論Ⅱ
- 安全指導・安全管理
- 児童の発達理論
- 配慮を要する児童の対応
- 個別援助活動
- 集団援助活動
- 地域福祉活動

実技科目
- ゲーム・運動遊び[注 2]
- 表現活動
- ゲーム・運動遊び[注 2]もしくは表現活動のいずれかをさらに1回受講
- 救急法[注 3]

#### 児童厚生一級指導員
5年以上の実務経験がある現任者で、「児童厚生二級指導員」の資格をすでに有する者ないしは申請に必要な科目をすべて受講しているもので、中堅児童厚生員等研修会で実施される以下の科目の受講及び開始前の試験に合格した者が育成財団に申請して得られる。なお、試験合格及び各科目受講日から10年以内に資格申請を行わなかった場合は、試験合格及び当該科目は無効となる。
科目
- 地域福祉演習
- 特別講義
- 事例研究Ⅰ
- レポートⅠ

#### 児童厚生一級特別指導員
「児童厚生一級指導員」の資格をすでに有する現任者で、育成財団が実施する児童厚生一級特別セミナーを受講し、以下の科目を受講したものが育成財団に申請して得られる。この区分に限り、3年間の有効期限が設定されているため、継続には3年毎のセミナー参加が要求される。
科目
- 特別講義
- 実践報告

#### 児童健全育成指導士
「児童厚生一級指導員」を有する現任者で、かつ8年以上の実務経験を有する者であって、かつ育成財団が定める全国児童厚生員等指導者養成研修会を受講し、以下の科目および所定の課題（実践論文）を修めた者が育成財団に申請して得られる。なお、実践論文は「數納賞」に入賞するための学会論文レベルが要求される。
科目
- 健全育成相談の理論と実際
- 現代社会と児童
- 運営・管理
- レポートⅡ
- 事例研究Ⅱ

## 種別と機能
児童館の種別と機能については、厚生事務次官通知（「児童館の設置運営について」平成2年厚生省児発第123号）、同省の雇用均等・児童家庭局長通知（「同（第9次改正）」平成24年5月15日雇児発0515第5号）及び2011年3月に策定（平成23年3月31日雇児発0331第9号）され、その後2018年10月1日に通知及び施行（平成30年10月1日子発1001第1号）され、その後、2024年12月3日に通知された「児童館ガイドラインの改正について」（令和6年12月3日こ成環第300号こども家庭庁成育局長通知）及び「児童館ガイドラインについて」（令和6年12月3日こ成環第301号こども家庭庁成育局成育環境課長通知）により、2025年4月1日に改定された「児童館ガイドライン」によって示されている。

### 小型児童館
小型児童館は、小地域を対象として、児童に健全な遊びを与え、その健康を増進し、情操を豊かにするとともに、母親クラブ、子ども会等、地域組織活動の育成助長を図る等児童の健全育成に関する総合的な機能を有する施設。
建物の広さは、217.6㎡（66坪）以上とし、適当な広場を有すること、集会室、遊戯室、図書室及び事務執行に必要な設備を有することが要求される。
ただし、他の社会福祉施設等を併設する場合で、施設の効率的な運営を期待することができ、かつ、利用する児童の処遇に支障がない場合には、原則として、遊戯室、図書室及び児童クラブ室以外の設備について、他の社会福祉施設等の設備と共用することができる。このため、学校やコミュニティセンター等との併設・合築も次官通知上は可能である。

### 児童センター

#### 一般の児童センター
児童センターは、小型児童館の機能に加えて、遊び（運動を主とする）を通じての体力増進を図ることを目的とする事業・設備のある施設。
建物の広さは、336.6㎡（102坪）以上とし、小型児童館の設備に加え、体力増進指導に必要な広さの遊戯室を有し、さらに、運動遊び用具材、体力等の測定器材を有することが要求される。
他の社会福祉施設等の設備との共用については、小型児童館の要件と同様に扱える。

#### 大型児童センター
大型児童センターでは、中学生、高校生等の年長児童に対しての育成支援をおこなう。
建物の広さは、500㎡以上とし、一般の児童センターの機能に加えて年長児童の諸活動に資するための必要備品を設置することが要求される。

### 大型児童館
大型児童館は、原則として、都道府県内や広域の子どもたちを対象とした活動を行っている。特に3つに区分されている。

#### A型児童館
建物の広さは2,000㎡以上とし、都道府県内の小型児童館、児童センターの指導や連絡調整等の役割を果たす。 

#### B型児童館
建物の広さは1,500㎡以上とし、豊かな自然環境に恵まれた地域内に設置され、子どもが宿泊をしながら、自然を生かした遊びを通じた健全育成活動を行っている。そのため、宿泊施設と野外活動設備がある。 

#### C型児童館
児童館全ての機能に加えて、芸術、体育、科学等の総合的な活動ができるように、劇場、ギャラリー、屋内プール、コンピュータープレールーム、宿泊研修室、児童遊園等が付設され、子どもたちの多様なニーズにこたえている。2019年（令和元年）時点では、日本国内ではこのタイプは存在していない。
なお、C型児童館に関しては、 「児童館の設置運営について」（平成2年厚生省児発第123号）では規定されているが、児童館ガイドライン上は規定されていない。

### その他の児童館
上記の基準は満たさないものの、小型児童館に準じた、地域の実態に即した施設としている。児童室などの名称が与えられるケースや設置自治体の条例上の児童館ではないケース等も存在する。

## 関連法令
- 「児童福祉法」（昭和二十二年法律第百六十四号）
- 「児童福祉施設の設備及び運営に関する基準」（昭和23年12月29日厚生省令第六三号。平成27年3月31日厚生労働省令第六三号により一部改正）
- 「児童館の設置運営について」（平成2年厚生省児発第123号）
- 「児童館ガイドラインについて」（平成23年3月31日雇児発0331第9号）
- 「児童館の設置運営について（第9次改正）」（平成24年5月15日雇児発0515第5号）
- 「児童館ガイドラインの改正について」（平成30年10月1日子発1001第1号）
- 「児童館ガイドラインの改正について」（令和6年12月3日こ成環第300号こども家庭庁成育局長通知）
- 「児童館ガイドラインについて」（令和6年12月3日こ成環第301号こども家庭庁成育局成育環境課長通知）